# Université d'État de Karaganda
L'université d'État de Karaganda (kazakh : ` Қарағанды мемлекеттік университеті, russe : Карагандинский государственный университет) est une université fondée à Karaganda au Kazakhstan en 1972.

## Facultés
- Faculté de Biologie et de géographie
- Faculté des sciences humaines et de langues étrangères
- Faculté d'Histoire
- Faculté de Mathématiques et Technologies de l'Information
- Faculté de socio-pédagogie
- Faculté de Physique
- Faculté de Philologie
- Faculté de Philosophie et Psychologie
- Faculté de Chimie
- Faculté des sciences économiques
- Faculté de droit
- Faculté d'éducation physique et du sport